# José Toribio de Ameller

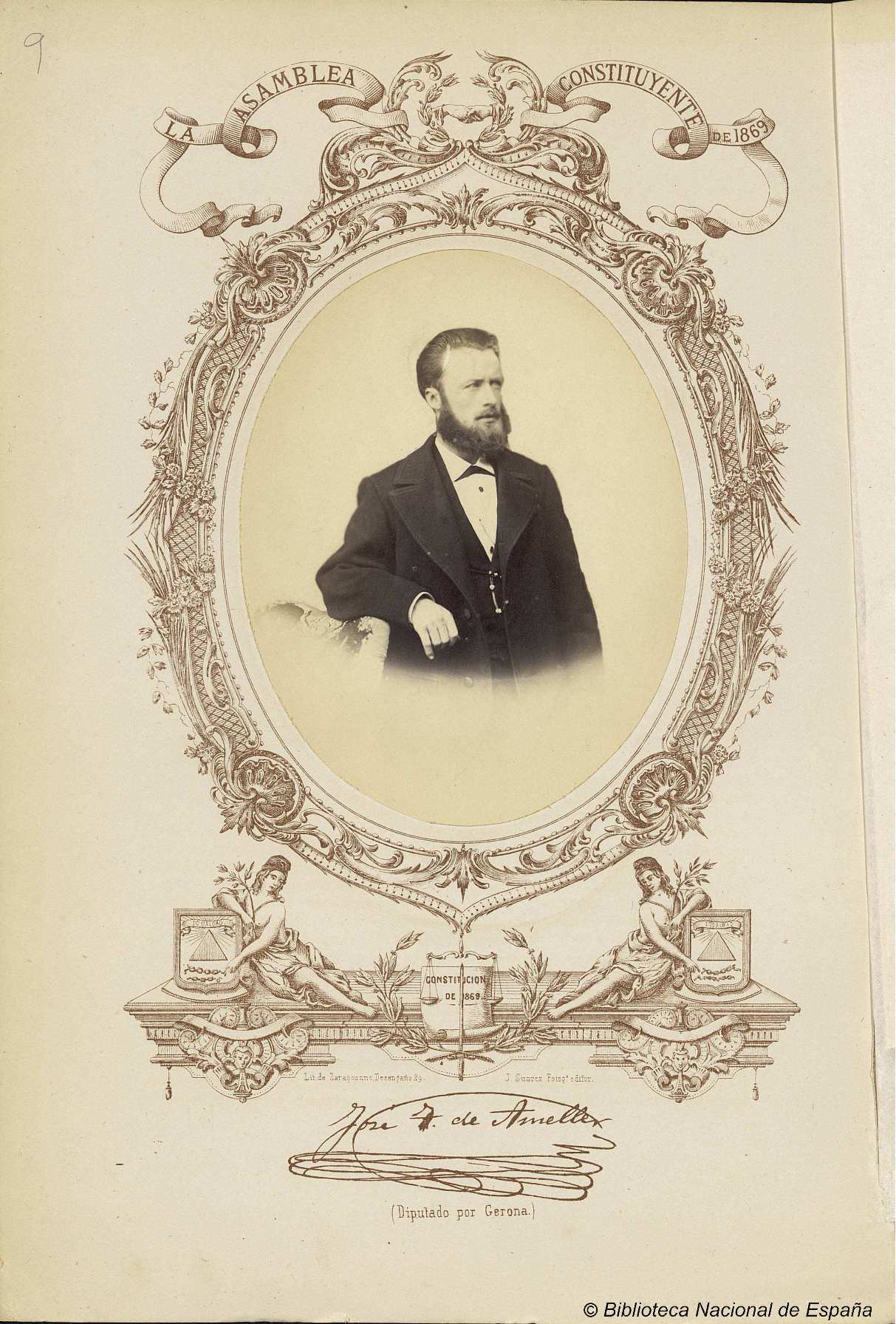
Retrato de José Toribio de Ameller, fotografía de José Suárez, Litografía de Zaragozano. Inscripción: «La Asamblea Constituyente de 1869». Debajo: «(Diputado por Gerona)». Facsímil de la firma: José T. de Ameller. Biblioteca Nacional de España.

José Toribio de Ameller y Isern (Bañolas, 16 de abril de 1842-Bañolas, 13 de noviembre de 1873) fue un político de Cataluña, España. Fue uno de los principales impulsores del Partido Republicano Democrático Federal en la comarca de Pla de l'Estany. Durante la revolución de 1868 fue secretario de la Junta Revolucionaria de Gerona y fue elegido diputado por Gerona en las elecciones de 1869, sustituyendo a Pedro Caymó y Bascós. Participó en el levantamiento republicano federal en Gerona, por lo que fue encarcelado y condenado a muerte, sin embargo, fue indultado y huyó a Francia. Al proclamarse la Primera República Española volvió y murió en el 13 de noviembre de 1873 el ataque a Bañolas de las tropas carlistas de Francisco Savalls.